# Jörg Drehmel
Jörg Drehmel (ur. 3 maja 1945 w Trantow) – wschodnioniemiecki lekkoatleta, trójskoczek.
Na igrzyskach olimpijskich w Monachium 4 września 1972 zdobył srebrny medal ustanowił swój rekord życiowy (17,31 m). W 1971 roku został mistrzem Europy. Do jego osiągnięć należy również srebrny medal halowych mistrzostw Europy z 1970. Pięciokrotnie był mistrzem NRD na otwartym stadionie (1969–1972, 1974) i także pięciokrotnie w hali (1969, 1970, 1972, 1974, 1976). Trzykrotnie ustanawiał rekordy kraju w trójskoku. Rekordy życiowe: stadion – 17,31 (4 września 1972, Monachium; hala – 16,74 (15 marca 1970, Wiedeń).

## Osiągnięcia
| Rok  | Impreza                   | Miejsce   | Pozycja     | Wynik |
| ---- | ------------------------- | --------- | ----------- | ----- |
| 1969 | Mistrzostwa Europy        | Ateny     | 6. miejsce  | 16,23 |
| 1970 | Halowe mistrzostwa Europy | Wiedeń    | 2. miejsce  | 16,74 |
| 1971 | Halowe mistrzostwa Europy | Sofia     | 12. miejsce | 15,53 |
| 1971 | Mistrzostwa Europy        | Helsinki  | 1. miejsce  | 17,16 |
| 1972 | Igrzyska olimpijskie      | Monachium | 2. miejsce  | 17,31 |
| 1974 | Halowe mistrzostwa Europy | Göteborg  | 5. miejsce  | 16,48 |
| 1974 | Mistrzostwa Europy        | Rzym      | 4. miejsce  | 16,54 |